# مارتین شوالب
مارتین شوالب (آلمانی: Martin Schwalb؛ زادهٔ ۴ مه ۱۹۶۳) بازیکن هندبال اهل آلمان است.
وی در مسابقات کشوری و بین‌المللی در مجموع برندهٔ ۱ مدال نقره شده‌است.